# Tarnabod
Tarnabod là một thị trấn thuộc hạt Heves, Hungary. Thị trấn này có diện tích 10,33 km², dân số năm 2010 là 726 người, mật độ 70 người/km².